# Redlichiida
De Redlichiida zijn een orde van de trilobieten, een groep van uitgestorven geleedpotigen die leefden in zee. Soorten die bij de Redlichiida worden gerekend horen bij de eerste trilobieten die als eerste verschijnen, ongeveer halverwege tijdens de tijdvak van het Onder-Cambrium. Omdat het lastig is de exacte ouderdom van sedimenten in verschillende gebieden met elkaar te vergelijken blijft er discussie wat precies de vroegste trilobiet is die ooit is gevonden maar Fallotaspis (Olenellina), en Lemdadella (Redlichiina) zijn beide kandidaat. De eerste vertegenwoordigers van de Corynexochida en Ptychopariida ordes verschijnen echter misschien wel vroeger dan de bekende Redlichiida soorten. Toch zijn de vroegste Redlichiida waarschijnlijk voorouderlijk aan alle andere trilobieten en hebben enkele primitieve eigenschappen. De Redlichiida stierven uit vóór het einde van het Midden-Cambrium.

## Beschrijving
De meeste Redlichiida zijn vrij vlak, of zijn dorso-ventraal weinig convex, en hun exoskelet heeft typisch een ovale omtrek, ongeveer 1½× langer dan breed. Het kopschild, of cephalon, draagt vaak een paar wangstekels. De oogbogen zijn sikkelvormig, lang en strekken zich uit van de voorste lob van de centrale as in het kopschild, of glabella, buigen van daar naar buiten en in toenemende mate naar achteren en soms uiteindelijk weer naar binnen. Het visuele oppervlak, dat bestaat uit een smalle strook kleine, aansluitende, hexagonaal gerangschikte lenzen van calciet, of holochroale ogen, wordt omgeven door een breuklijnen, of circumocular sutures, zodat die zelden aanwezig zijn in verder complete exoskeletten. De glabella versmalt meestal naar voren en is relatief lang. De voorlob van de glabella is meestal afgerond of puntig, met daarachter drie ringen of paren lobben, gedefinieerd door groeven die al dan niet in elkaar doorlopen over de middellijn, en ten slotte aan de achterkant van het kopschild de zogenaamde occipitale ring. Een uitzondering zijn de Paradoxidoidea waar de zijdes van de glabella parallel lopen of naar voren juist uit elkaar lopen. Aan de ventrale zijde van het kopschild, zit een verkalkt gehemelte, of hypostoom, dat aan de voorkant de contour volgt van de glabella en daar verbonden is met de buikzijde van de zoom, of doublure, een toestand die "conterminant" wordt genoemd. De gehemeltes van Redlichiida hebben een smalle zoom, zijn naar achter toe niet gevorkt, en hebben slechts kleine spieraanhechtingsplekken, of maculae. Het scharnierende middendeel van het exoskelet, of thorax, is samengesteld uit vele segmenten die vaak aan de zijkant eindigen in een stekel. De 'rib' aan elke zijde van de centrale as van het derde segment van voren is vaak extra groot en breed rib. Vaak is er ook een onderscheid tussen goed ontwikkelde voorste en slecht ontwikkelde achterste stukken van het lijf, de protorax en opisthothorax. Het staartschild, of pygidium, is meestal klein, maar lijkt te bestaan uit meer dan één segment. Een uitzondering hierop zijn de Centropleuridae, met een middelgrote staartschild. In de Olenellina is het vroegste larvale stadium, de zogenaamde protaspis, niet gevonden, dus het wordt verondersteld dat het niet was verkalkt. De ontwikkeling van Redlichia van protaspis tot volwassen was geleidelijke zonder een metamorfose.
Bij sommige soorten zijn niet verkalkte delen bewaard gebleven in een paar exemplaren. Ze wijken niet af van de poten, antennes en kieuwen van andere trilobieten patronen in aantal, plaatsing en bouw.

## Taxonomie

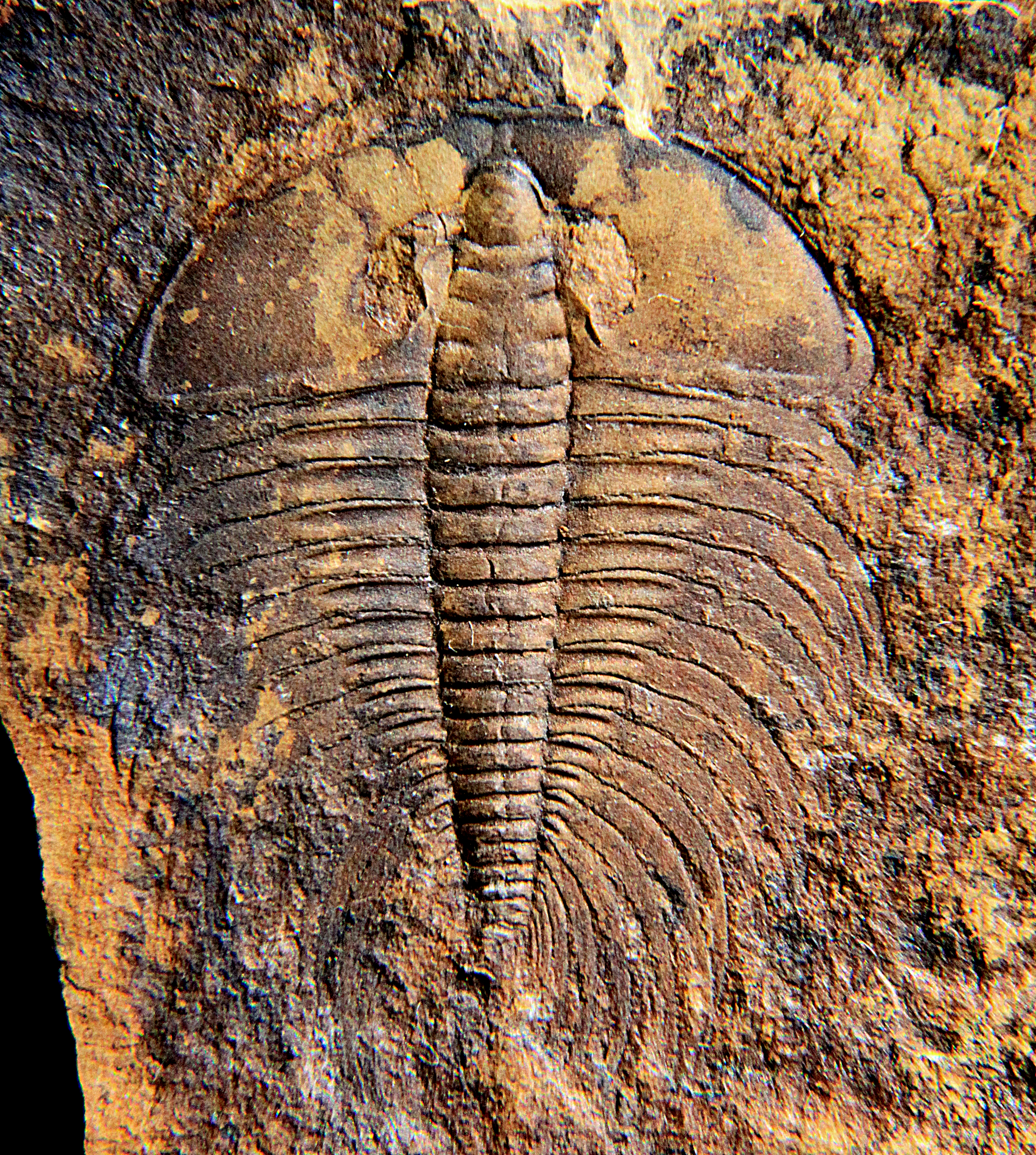
Nevadia weeksi, 35 mm, heeft als lid van de onderorde Olenellina geen gezichtsscheurnaden.

De Redlichiida zijn verdeeld over twee subordes: de Olenellina en de Redlichiina. Het belangrijkste verschil tussen de groepen is afwezigheid van de gezichtsscheurnaden in de Olenellina. De afwezigheid van fossielen van het vroegste larvale stadium, suggereert dat het exoskelet in deze fase nog niet verkalkt was. De Olenellina onderscheiden zich met deze twee kenmerken van alle andere trilobieten, en dit wordt door de meeste geleerden als de de oorspronkelijke toestand beschouwd. Gezichtscheurnaden die van het oog naar de achterrand van het kopschild lopen, of opisthoparian, zijn een gedeeld, maar niet uniek, kenmerk van alle Redlichiina.
De Olenellina zijn te vinden in Noord-Amerika, en een aantal kleine gebieden die in het Cambrium tot het continent Laurentia behoren. Zij worden soms gebruikt om de grenzen van Laurentia te bepalen. Hun abrupte verdwijning markeert de grens tussen het Onder- en het Midden-Cambrium.
De leden van suborde Redlichiina komen juist alleen voor buiten Laurentia en stierven uit aan het eind van het Midden-Cambrium.